# NGC 7077
NGC 7077 هي مجرة إهليلجية صغيرة قريبة تبعد حوالي 50 مليون سنة ضوئية من الأرض تقع في كوكبة الدلو. سرعتة المحسوبة هي 1152 كم / ثانية ويبلغ قطره ما يقدر ب 12,330 سنة ضوئية. اكتشفه عالم الفلك ألبرت مارث في 11 أغسطس 1863.

## وصلات خارجية
- NGC 7077 على موقع ويكي سكاي: DSS2, SDSS, GALEX, IRAS, Hydrogen α, X-Ray, Astrophoto, Sky Map, Articles and images